# Hans Hladnik
Hans Hladnik (* 24. Dezember 1899 in Köflach, Steiermark; † 17. September 1951 in Graz, Steiermark) war ein österreichischer Politiker (SPÖ).

## Leben
Hans Hladnik ging in seinem Leben vielen Berufen nach. So erlernte er nach dem Besuch der Volksschule den Beruf des Maurers, war jedoch auch Bauführer oder verdiente sich als Hilfsarbeiter in einer Bäckerei in Voitsberg seinen Lebensunterhalt. Als junger Mann war er Sekretär der Sozialistischen Arbeiterjugend Steiermark.
1934 ging Hladnik in die Emigration; zunächst nach Großbritannien und später nach Jugoslawien. In England war er Mitglied des Free Austrian Movement, des Austrian Committee for Post War Relief und des London Bureau of the Austrian Socialists in Great Britain. 1946 kam er nach Österreich zurück.
Im November 1949 zog Hladnik für die SPÖ in den Bundesrat in Wien ein. Ihm gehörte er bis zu seinem Tod, im September 1951, an.